# 鶴沼駅
鶴沼駅（つるぬまえき）は、北海道樺戸郡浦臼町字於札内（おさつない）にあった北海道旅客鉄道（JR北海道）札沼線（学園都市線）の駅（廃駅）である。事務管理コードは▲130217。

## 歴史

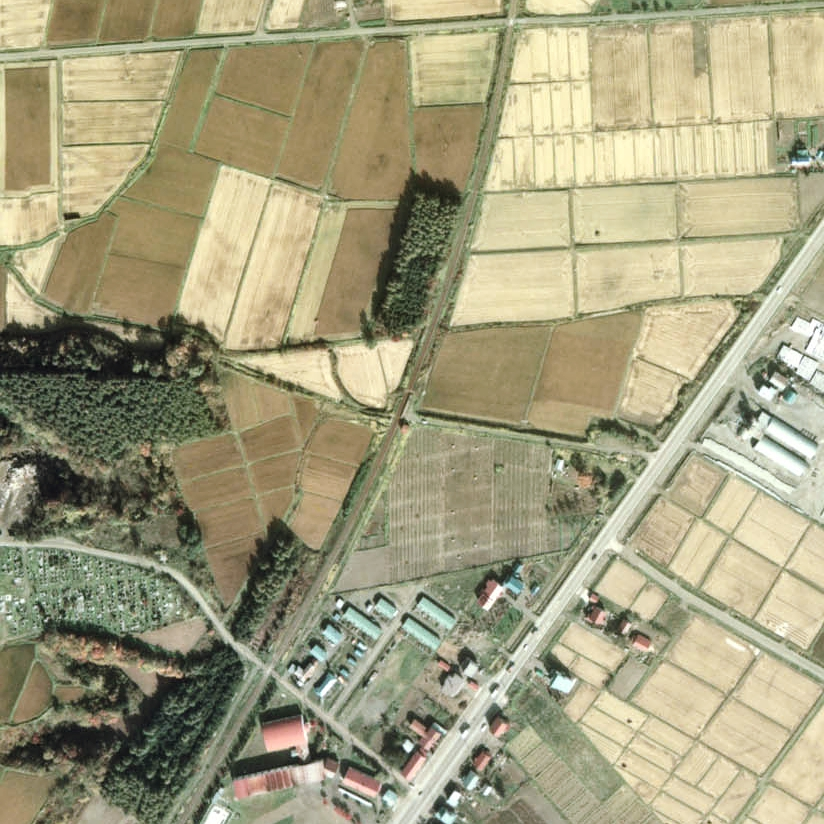
1976年の鶴沼駅と周囲約500m範囲。下が札幌方面。国道から水路脇の畦道が繋がる。ホームは現在の半分の15m程。

- 1956年（昭和31年）11月16日：日本国有鉄道（国鉄）札沼線の駅として開業[1]。旅客のみ取扱い[1]。
- 1987年（昭和62年）4月1日：国鉄分割民営化に伴い、北海道旅客鉄道（JR北海道）に継承[1]。
- 1991年（平成3年）3月16日：札沼線に「学園都市線」の愛称を設定[報道 2][報道 3][3]。
- 1996年（平成8年）3月16日：札沼線（学園都市線）のうち、当駅を含む石狩当別駅（現・当別駅） - 新十津川駅間でワンマン運転開始[3]。
- 2016年（平成28年）
  - 3月26日：浦臼駅 - 新十津川駅間の運行が1日1往復のみとなり、列車の発着が1日上下各1本のみとなる[報道 4]。
  - 11月18日：JR北海道が「将来にわたり持続可能な形で安全最優先の鉄道事業を運営する社会的な使命を果たすため」に「当社単独では維持することが困難な線区」として、北海道医療大学 - 新十津川間が「鉄道よりもほかの交通手段が適しており（中略）バス等への転換について地域の皆様と相談を開始します」と表明。
- 2018年（平成30年）10月12日：沿線4町と道による「札沼線沿線まちづくり検討会議」にて、札沼線（北海道医療大学 - 新十津川間）の廃止・バス転換で合意。
- 2020年（令和2年）
  - 4月17日：新型コロナウイルス感染症（COVID-19）に関する緊急事態宣言により、4月18日から5月6日まで全列車運休措置。実質的な最終営業日となる[報道 5]。
  - 5月7日：北海道医療大学駅 - 新十津川駅間の廃止と共に廃駅となる[報道 1][新聞 1][新聞 2][新聞 3]。

### 駅名の由来
付近にある沼にタンチョウが飛来したことから、「鶴沼」という地区名となり、駅名に採用された。

## 駅構造
単式ホーム1面1線を有していた地上駅。一部用水路の上にホームがかかっていた。
石狩当別駅が管理していた無人駅だった。駅舎はなく、待合室が設置されていた。
2020年5月7日の北海道医療大学駅 - 新十津川駅間の廃止にあたって、同日未明にホームに設置されていた駅名標が撤去された。

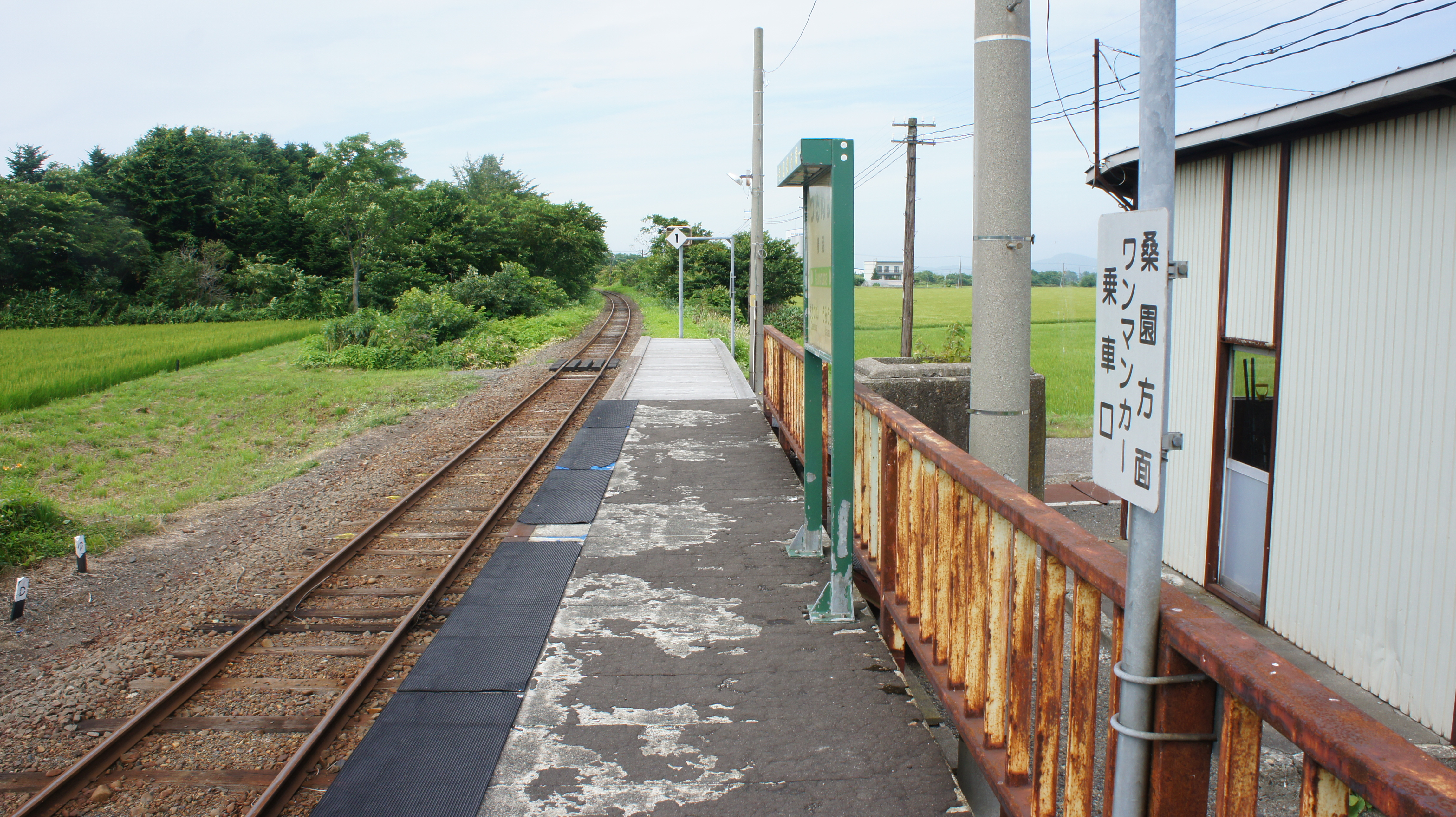
ホーム（2017年8月）
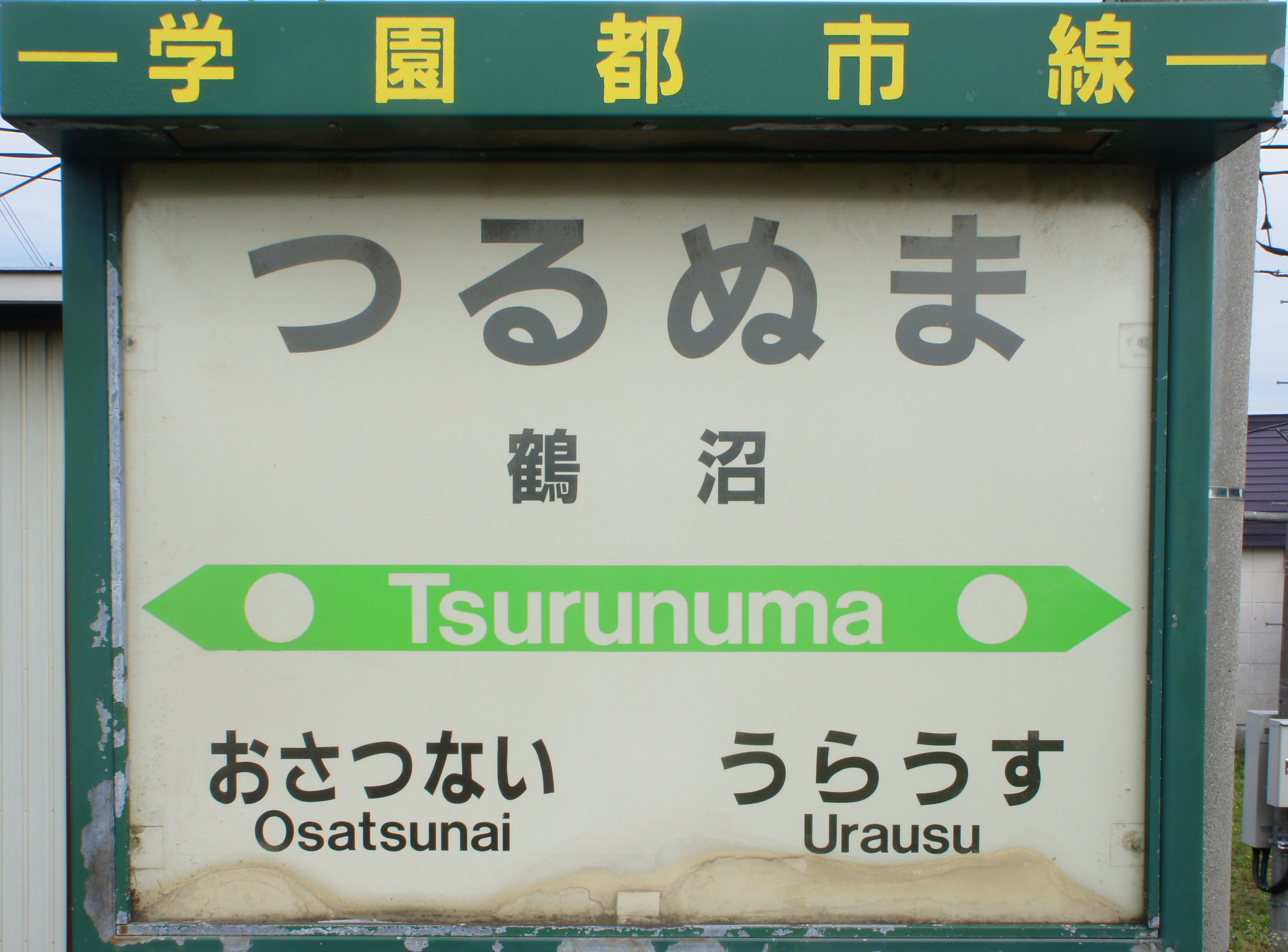
駅名標（2017年8月）

## 利用状況
- 2011 - 2015年（平成23 - 27年）の乗降人員調査（11月の調査日）平均は「1名以下」[報道 6]。
- 2012 - 2016年（平成24 - 28年）の乗車人員（特定の平日の調査日）平均は0.2人[報道 7]。
- 2013 - 2017年（平成25 - 29年）の乗車人員（特定の平日の調査日）平均は0.0人[報道 8]。
- 2014 - 2018年（平成26 - 30年）の乗車人員（特定の平日の調査日）平均は0.0人[報道 9]、乗降人員調査（11月の調査日）平均は「1名以下」[報道 10]。
- 2015 - 2019年（平成27 - 令和元年）の乗車人員（特定の平日の調査日）平均は0.0人[報道 11]。

## 駅周辺
駅の周辺は町営住宅などが林立している。そのため、商店などが集まり小さな集落ができている。
- 国道275号
- 道の駅つるぬま
- 鶴沼郵便局
- 鶴沼公園 - 徒歩約10分
- 浦臼温泉 浦臼町温泉保養センター
- 浦臼神社
- 北海道中央バス（滝川営業所）、浦臼町営バス「鶴沼市街」停留所[5][6]
  - ジェイ・アール北海道バス石狩線廃止に伴い、引き継がれた路線が発着。

## 隣の駅
北海道旅客鉄道（JR北海道）
札沼線（学園都市線）
浦臼駅 - 鶴沼駅 - 於札内駅

### 報道発表資料
1. 1 2  『札沼線（北海道医療大学・新十津川間）の鉄道事業廃止届の提出について』（PDF）（プレスリリース）北海道旅客鉄道、2018年12月21日。オリジナルの2018年12月24日時点におけるアーカイブ。2018年12月24日閲覧。
2. ↑  『札沼線（学園都市線）の電化について』（PDF）（プレスリリース）北海道旅客鉄道、2009年9月9日。2009年9月14日閲覧。
3. ↑  『札沼線（学園都市線）の電化開業時期について』（PDF）（プレスリリース）北海道旅客鉄道、2011年10月13日。2011年10月17日閲覧。
4. ↑  『3月26日以降の普通列車時刻について』（PDF）（プレスリリース）北海道旅客鉄道、2016年2月8日。2016年2月9日閲覧。
5. ↑  『札沼線（北海道医療大学・新十津川間）最終運行について』（PDF）（プレスリリース）北海道旅客鉄道、2020年4月16日。オリジナルの2020年4月16日時点におけるアーカイブ。2020年4月16日閲覧。
6. ↑  “極端にご利用の少ない駅（3月26日現在）” (PDF). 平成28年度事業運営の最重点事項.   北海道旅客鉄道. p. 6 (2016年3月28日). 2017年12月10日閲覧。
7. ↑  「札沼線(北海道医療大学・新十津川間）」（PDF）『線区データ（当社単独では維持することが困難な線区）』、北海道旅客鉄道株式会社、2017年12月8日。2017年12月10日閲覧。
8. ↑  「札沼線(北海道医療大学・新十津川間）」（PDF）『線区データ（当社単独では維持することが困難な線区）（地域交通を持続的に維持するために）』、北海道旅客鉄道株式会社、2018年7月2日。オリジナルの2017年12月31日時点におけるアーカイブ。2018年7月4日閲覧。
9. ↑  “札沼線（北海道医療大学・新十津川間）” (PDF). 線区データ（当社単独では維持することが困難な線区）(地域交通を持続的に維持するために).   北海道旅客鉄道. p. 3 (2019年10月18日). 2019年10月18日時点のオリジナルよりアーカイブ。2019年10月18日閲覧。
10. ↑  “駅別乗車人員” (PDF). 全線区のご利用状況（地域交通を持続的に維持するために）.   北海道旅客鉄道. 2020年1月20日時点のオリジナルよりアーカイブ。2020年1月20日閲覧。
11. ↑  “札沼線（北海道医療大学・新十津川間）” (PDF). 地域交通を持続的に維持するために > 輸送密度200人未満の線区（「赤色」「茶色」5線区）.   北海道旅客鉄道. p. 3 (2020年10月30日). 2020年11月2日時点のオリジナルよりアーカイブ。2020年11月4日閲覧。

### 新聞記事
1. ↑  “札沼線・北海道医療大学―新十津川　20年5月7日に廃止”. 北海道新聞. (2018年12月8日).  オリジナルの2018年12月17日時点におけるアーカイブ。 2018年12月8日閲覧。
2. ↑  “札沼線廃止、21日にも届け出　JR、沿線4町と覚書調印”. 北海道新聞. (2018年12月21日).  オリジナルの2018年12月23日時点におけるアーカイブ。 2018年12月23日閲覧。
3. ↑  “JR札沼線、北海道医療大学－新十津川間が廃止へ　2020年5月、地元と合意”. 毎日新聞. (2018年12月20日).  オリジナルの2018年12月23日時点におけるアーカイブ。 2018年12月23日閲覧。
4. ↑  “札沼線静かに廃止 新十津川-道医療大 駅名標を撤去”. 北海道新聞. (2020年5月7日).  オリジナルの2020年5月14日時点におけるアーカイブ。 2020年5月14日閲覧。